# Juan Carlos Chébez
Juan Carlos Chébez (Buenos Aires, 31 de octubre de 1962 - 15 de mayo de 2011) fue un naturalista y conservacionista argentino.

En 1975, con apenas 13 años de edad, fue fundador y presidente de la Asociación pro-Conservación de la Naturaleza Argentina (ACNA). Dos años después se afilió a la Asociación Ornitológica del Plata, hoy conocida como Aves Argentinas, entidad de la que más tarde llegaría a ser Director de Conservación e incluso Presidente.

En 1981, un año antes de la Guerra de las Malvinas, cuando le tocó hacer el servicio militar obligatorio exploró sectores del archipiélago de Tierra del Fuego, incluida la isla de los Estados. En 1982 comenzó a desempeñar distintos cargos del área técnica de la Fundación Vida Silvestre Argentina.

Entre 1987 y 1989 fue asesor del Ministerio de Ecología y Recursos Naturales de la provincia de Misiones, donde secundó al doctor Luis Honorio Rolón en la tarea de asentar las bases del actual sistema provincial de áreas protegidas.

En 1990 inició funciones en la Administración de Parques Nacionales, donde ocupó los cargos de Director de Manejo de Recursos Naturales, Director de la Delegación Regional NEA y Asesor de la Presidencia. En comisión de servicio, era Director del Área de Biodiversidad y Coordinador del Grupo de Voluntarios de Especies en Peligro y Áreas Protegidas de la Fundación de Historia Natural Félix de Ázara.

Pocos días antes de su fallecimiento fue premiado por sus logros con el título de Profesor honorario de la Universidad de Buenos Aires.
Fue el máximo creador de áreas protegidas de la Argentina, siendo impulsor de varios parques nacionales, parques provinciales, reservas municipales y privadas en todo el país. Además de un gran defensor y divulgador de las especies argentinas en peligro de extinción.
Fue también compositor musical, con letras contextualizadas al sector del NEA. Mencionando a animales del entorno, personajes locales de Misiones y hasta al escritor Horacio Quiroga.

## Artículos de divulgación
Fue autor o coautor de numerosos artículos técnicos y de divulgación e informes especiales, destacándose entre sus libros:
- Parque Provincial Urugua-í. (1989)
- Mamíferos silvestres del archipiélago fueguino. (1993)
- La avifauna de la Isla de los Estados, Islas de Año Nuevo y Mar Circundante. (1994)
- Los que se van. Especies argentinas en peligro. (1994)
- Fauna misionera. (1996)
- Los mamíferos de los Parques Nacionales de la Argentina. (1997)
- Reservas Naturales misioneras. (1998)
- Las aves de los Parques Nacionales de la Argentina. (1998)
- Guía de las aves de Iguazú. (2002)
- Los reptiles de los Parques Nacionales de la Argentina. (2005)
- Senderos en la selva misionera. (2005)
- Guía de las Reservas Naturales de la Argentina. (2005) en 5 tomos.
- Mamíferos silvestres de la provincia de Misiones, Argentina (2006)
- Los que se van. Fauna argentina amenazada. (2008) en 3 tomos.
- Otros que se van. (2009)
- Misiones/Aves (2009)
- Nuestros Árboles (2010)
- Misiones/Árboles (2011)
- La Fauna Gringa. Especies introducidas en la Argentina (2014)
- Mamíferos terrestres de la Patagonia Argentina y sur de Chile (2014)

Debido a su gran conocimiento sobre especies en peligro de extinción, fue consultor para numerosas listas rojas nacionales elaboradas por la Asociación Herpetológica Argentina (AHA), la Sociedad Argentina para el Estudio de los Mamíferos (SAREM]) y para Aves Argentinas, atendiendo también numerosas consultas de organismos internacionales como el Fondo Mundial para la Naturaleza (WWF), la Unión Internacional para la Conservación de la Naturaleza (UICN), y BirdLife International.